# Assedio di Tyana
L'Assedio di Tyana fu condotto dal Califfato umayyade nel 707-708/708-709 per vendicare una pesante sconfitta subita dall'esercito umayyade sotto Maimun il Mardaita per opera dell'esercito bizantino intorno al 706. L'esercito arabo invase il territorio bizantino e assediò la città nell'estate 707 o 708. Nei fatti virtualmente ognuna delle fonti superstiti parallele greche, arabe e siriache forniscono una data differente. Tyana inizialmente fronteggiò l'assedio con successo, e l'esercito arabo subì molti stenti durante l'inverno successivo. L'Imperatore Giustiniano II inviò un esercito di liberazione nella primavera successiva, ma gli Umayyadi lo sconfissero, e poco tempo dopo gli abitanti della città furono costretti alla resa. Malgrado le condizioni della resa, la città fu saccheggiata e largamente distrutta, e secondo fonti bizantine la sua popolazione fu fatta prigioniera e deportata, lasciando la città deserta.

## Contesto storico
Nel 692/693, l'Imperatore bizantino Giustiniano II (regnante dal 685 al 695 e dal 705 al 711) e il califfo umayyade Abd al-Malik (r. 685-705) ruppero la tregua che era in vigore tra Bisanzio e il Califfato umayyade fin dal 679, in seguito al fallito assalto musulmano alla capitale bizantina, Costantinopoli. I Bizantini si assicurarono considerevoli vantaggi finanziari e territoriali dalla tregua, che estesero ulteriormente sfruttando il coinvolgimento del governo umayyade nella Seconda guerra civile musulmana (680–692). Tuttavia, dal 692 gli Umayyadi stavano chiaramente emergendo come i vincitori nel conflitto, e Abd al-Malik consciamente cominciò una serie di provocazioni in modo da riprendere le ostilità. Giustiniano, confidente nella propria forza basata sui suoi precedenti successi, rispose con ostilità. Gli Umayyadi, sostenendo che i Bizantini avevano rotto il trattato, invasero il territorio bizantino, sconfiggendo l'esercito imperiale nella battaglia del 693. Come conseguenza di questa battaglia, gli Arabi recuperarono in breve tempo il controllo sull'Armenia e ripresero i loro attacchi nella zona di frontiera dell'Asia Minore orientale, che sarebbero culminati nelle secondo tentativo di conquistare Costantinopoli nel 716–718. Inoltre, Giustiniano fu deposto nel 695, cominciando un periodo ventennale di instabilità interna che per poco non provocò la caduta finale dell'Impero.

## Campagna araba contro Tyana
Come parte di queste incursioni arabe, un'invasione sotto un certo Maimun al-Gurgunami ("Maimun il Mardaita") ebbe luogo, che saccheggiò la Cilicia e fu sconfitta da un esercito bizantino per opera di un esercito bizantino sotto il generale Mariano nei pressi di Tyana. La data di questa spedizione non è chiara; anche se la fonte primaria, al-Baladhuri, la colloca sotto Abd al-Malik (che perì nel 705), è comunemente datata al 706 dagli studiosi moderni. Secondo Baladhuri, questo Maimun era stato uno schiavo della sorella del Califfo Muawiyah, che era fuggito ai Mardaiti, un gruppo di ribelli cristiani nella Siria settentrionale. In seguito alla sottomissione dei Mardaiti, il generale Maslama ibn Abd al-Malik, che aveva sentito del suo valore, lo liberò e gli affidò un comando militare, e successivamente giurò di vendicarlo.
Di conseguenza, Maslama sferrò un altro attacco contro Tyana, con suo nipote al-Abbas ibn al-Walid come co-comandante. La cronologia della spedizione ancora una volta non è ben chiara: il cronista bizantino Teofane Confessore la inserisce nell'A.M. 6201 (708/709, o probabilmente nel 709/710), mentre le fonti arabe la datano nell'A.H. 88 e 89 (706/707 e 707/708 rispettivamente). Per questo motivo, l'assedio è stato variamente datato al 707–708 e 708–709.
Gli Arabi assediarono la città, impiegando macchine da assedio per bombardare le sue fortificazioni. Essi riuscirono a distruggere parte delle mura, ma non riuscirono ad entrare in città. Nonostante avessero lanciato diversi assalti, i difensori riuscirono a respingerli con successo. L'assedio continuò durante l'inverno, e gli Arabi cominciarono a soffrire gravemente la carenza di cibo, cominciando a contemplare la possibilità di abbandonare l'assedio. In primavera, tuttavia, Giustiniano II, che era stato restaurato al trono bizantino nel 705, inviò un esercito condotto dai generali Teodoro Karteroukas e Teofilatto Salibas a liberare Tyana dall'assedio. I cronisti bizantini riferiscono che alle truppe regolari vennero aggiunti contadini armati, numerosi ma privi di ogni esperienza militare. Ciò potrebbe confermare in quali condizioni critiche fosse l'esercito bizantino regolare, in parte dovute alla purga di Giustiniano II dei corpi di ufficiali dopo la sua restaurazione e in parte dovute alle perdite subite nella guerra contro i Bulgari.
Quando l'esercito di liberazione era giunto in prossimità di Tyana, si scontrò con gli Arabi, e nella battaglia risultante, i Bizantini furono messi in rotta. Secondo Teofane, i due generali bizantini litigarono tra loro, e il loro attacco fu disordinato. I Bizantini persero diverse migliaia di soldati, e anche i prigionieri erano nell'ordine delle migliaia. Gli Arabi catturarono l'accampamento bizantino e si impadronirono di tutte le provviste che erano state condotte per la città assediata, permettendo loro di continuare l'assedio. Gli abitanti di Tyana, disperando ogni ulteriore soccorso, e con le proprie provviste che ora cominciavano a scarseggiare, cominciarono le negoziazioni per una resa. Gli Arabi promisero di permettere loro di partire senza alcun danno, e la città capitolò dopo un assedio di nove mesi (a marzo secondo Michele il Siro, a maggio–giugno secondo al-Tabari). Teofane riferisce che gli Arabi ruppero la loro promessa e schiavizzarono l'intera popolazione, che fu deportata nel Califfato, ma nessuna altra fonte lo conferma. Dopo aver saccheggiato la città, gli Arabi la rasero al suolo.

## Conseguenze
I cronisti narrano che dopo aver saccheggiato Tyana, Abbas e Maslama divisero le loro forze e condussero una campagna in territorio bizantino. Ancora una volta la cronologia, come del resto anche l'identità degli obiettivi, è incerta. Le fonti primarie forniscono come date della campagna come 709 o 710, che potrebbe indicare che queste incursioni ebbero luogo immediatamente dopo la caduta di Tyana o al più l'anno dopo. Abbas devastò la Cilicia e da lì si diresse a ovest fino a Dorylaion, mentre Maslama espugnò le fortezze di Kamuliana e Heraclea Cybistra presso Tyana, o, secondo un'altra interpretazione delle fonti arabe, marciò a ovest ed espugnò Heraclea Pontica e Nicomedia, mentre alcune delle sue truppe saccheggiarono Chrysopolis nella strada per Costantinopoli stessa. Le incursioni arabe continuarono anche negli anni successivi, e furono condotte persino quando un enorme esercito condotto da Maslama stava assediando Costantinopoli nel corso del 717–718. In seguito al fallimento di questa impresa, gli attacchi arabi continuarono, ma erano condotti più per fini di saccheggio e prestigio, che per conquista permanente del territorio invaso. Anche se gli attacchi umayyadi di inizio VIII secolo ebbero successo nell'ottenere il controllo dei distretti di frontiera della Cilicia e della regione nei pressi di Melitene, e malgrado la loro distruzione di fortezze bizantine come Tyana nei successivi decenni, gli Arabi non furono mai in grado di stabilire la loro presenza permanente a ovest dei Monti Tauro, che divenne dunque la frontiera arabo-bizantina per i successivi due secoli.